# Kristina Moore
Kristina Louise Moore (Jersey, 1974) è una politica britannica.

## Biografia
Ha prestato servizio negli Stati di Jersey dal 2011 ed è deputata per St Mary, St Ouen e St Peter. Prima deputata di St Pièrre, dal 2014 al 2018 è stata Ministro dell'Interno di Jersey. Nel 2018 è stata eletta senatrice ed è diventata presidente del Comitato per il controllo dei servizi alle imprese.
Nel 2022 è stata eletta dagli Stati di Jersey come prima donna Ministro capo di Jersey, ruolo che ha assunto ufficialmente il 12 luglio dello stesso anno.
Prima di entrare in politica ha lavorato per ITV Central nel Regno Unito e ITV Channel Television nel Baliato di Jersey.